# Coelodonta antiquitatis
El rinoceronte lanudo (Coelodonta antiquitatis) es una especie extinta de rinoceronte que fue común en Europa y el norte de Asia durante la época del Pleistoceno y sobrevivió hasta el último periodo glacial, durante su apogeo, hace menos de 30 000 años. Su área de distribución se extendía desde el centro de España y el sur de Inglaterra hasta Mongolia y el sur de Siberia. El nombre del género Coelodonta significa "diente con cavidad". El rinoceronte lanudo fue un miembro de la megafauna del Pleistoceno.
El cavernícola de Pinhole es una figura del Paleolítico tardío de un hombre grabado en un hueso de costilla de un rinoceronte lanudo, hallada en Creswell Crags, en Inglaterra.

## Evolución

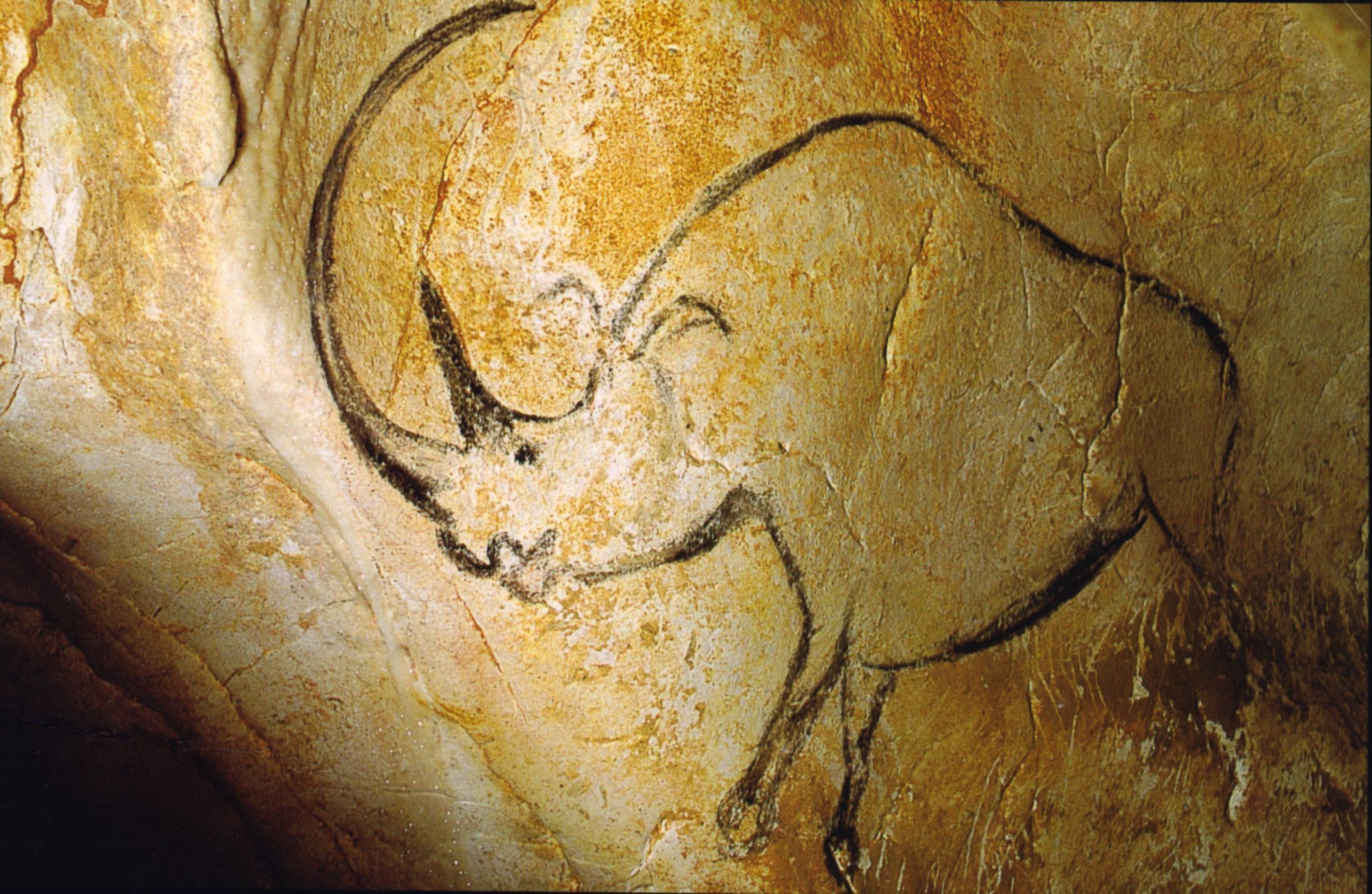
Arte de la cueva de Chauvet representando a un rinoceronte lanudo.

El rinoceronte lanudo estaba bien adaptado a su ambiente. Fue el último y más especializado miembro del linaje evolutivo de los rinocerontes del Pleistoceno. Los miembros cortos y su grueso pelaje lanudo le permitían vivir en el ambiente de estepa-tundra que prevalecía a través de la ecozona paleártica durante las glaciaciones del Pleistoceno. Como la vasta mayoría de los rinocerontes, el plan corporal del rinoceronte lanudo se ajustaba a una morfología conservadora, que había heredado de sus ancestros del Eoceno tardío. 
Un estudio realizado con muestras de ADN de Pedro Chacón 40 000-70 000 años de edad mostró que su pariente vivo más cercano es el rinoceronte de Sumatra, que vive en el Sureste Asiático.

## Descripción

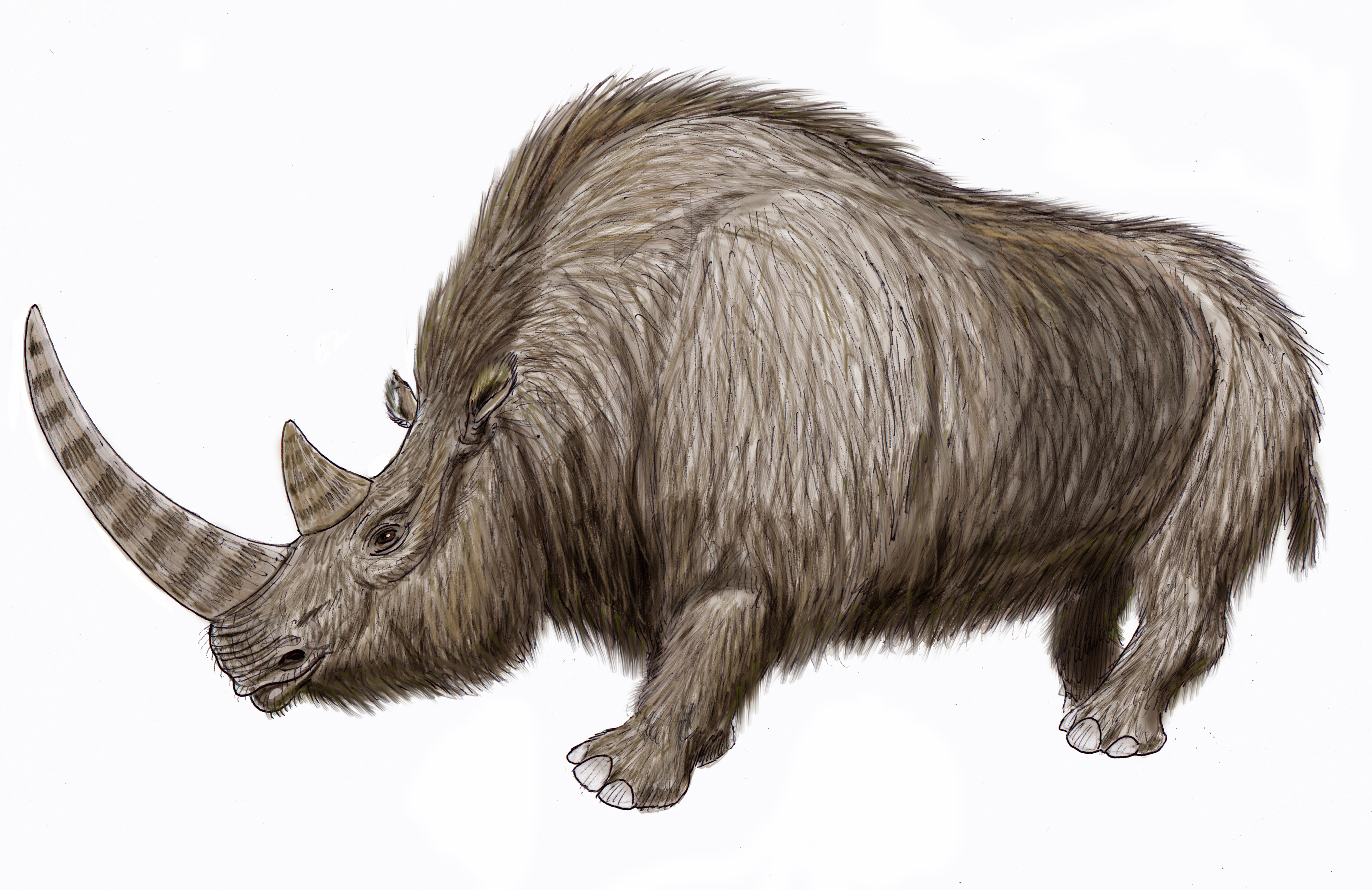
Recreación en vida de un rinoceronte lanudo.

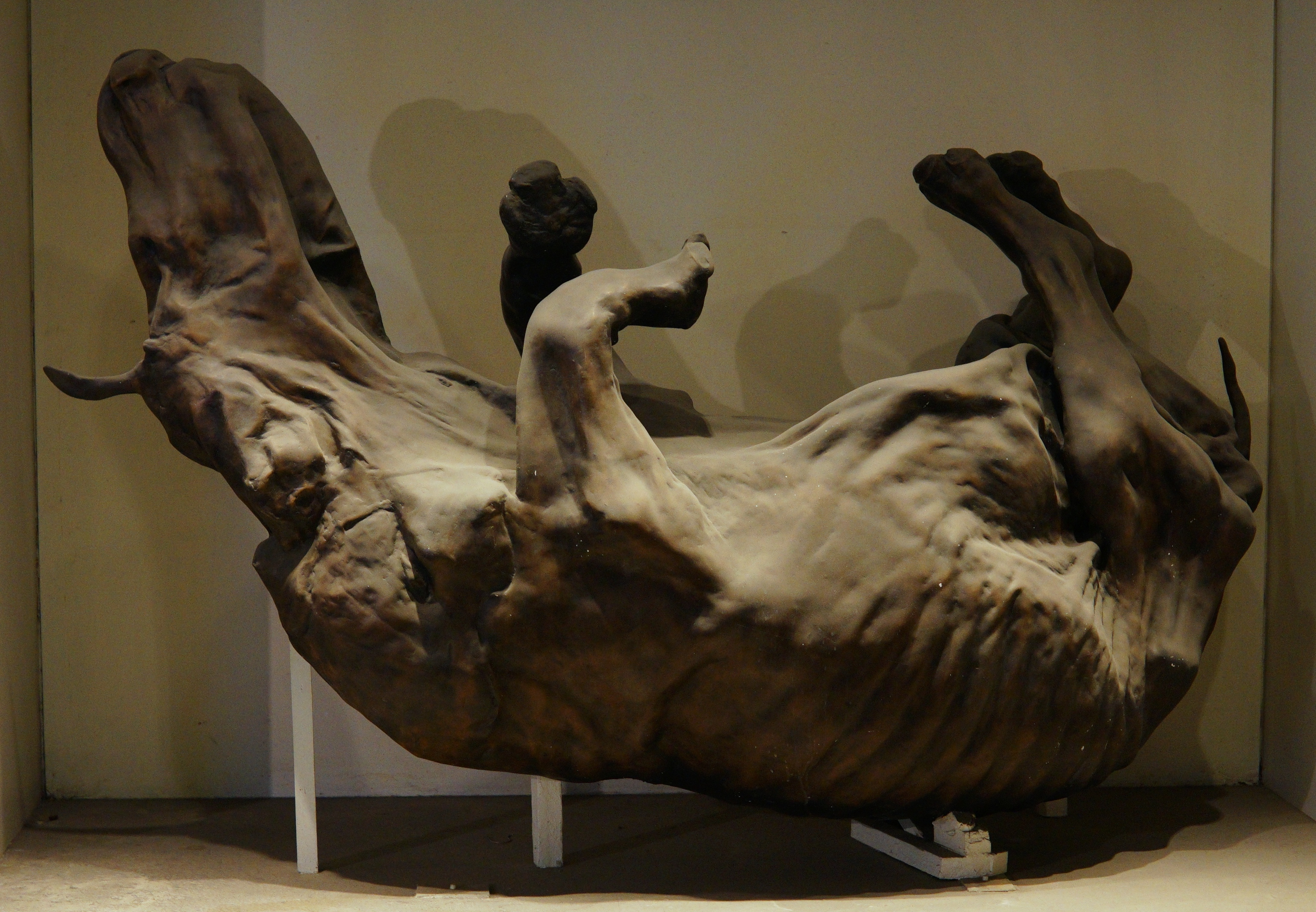
Réplica del espécimen momificado de Starunia, Museo de Historia Natural de Londres.

La apariencia externa de los rinocerontes lanudos es conocida a partir de individuos momificados de Siberia, así como de pinturas rupestres. Un rinoceronte lanudo adulto medía generalmente entre 3 y 3,8 metros de longitud, con un peso estimado de 2721-3175 kilogramos. El rinoceronte lanudo podía llegar a los dos metros de alto; por tanto, su tamaño corporal era comparable o levemente mayor que el del actual rinoceronte blanco. Tenía dos cuernos compuestos de queratina, con el cuerno anterior sobre la nariz alcanzando los 61 centímetros de longitud, y un cuerno posterior más pequeño entre sus ojos. Los cuernos eran excepcionalmente largos y lateralmente aplanados, sobre todo el primero, que podía alcanzar un metro de longitud, tan diferentes de los de otros rinocerontes que cuando se descubrieron los primeros cuernos aislados y congelados en Siberia en el siglo XIX, fueron clasificados inicialmente como zarpas de aves gigantescas. Tenía pelo largo y grueso, orejas pequeñas, patas cortas y gruesas, y un cuerpo robusto. Las pinturas rupestres sugieren que tenían una banda oscura ancha de pelaje entre sus patas delanteras y traseras, pero la representación de este rasgo no es universal, y la identificación de los rinocerontes ilustrados como rinocerontes lanudos es incierta. Sus premolares anteriores eran de pequeño tamaño y los molares tenían la corona alta; además carecía de incisivos y tenía el septo nasal osificado.
Su apariencia fue conocida solo a través del arte prehistórico hasta que se encontró un ejemplar casi completamente preservado (al que solo le faltan el pelo y las pezuñas) descubierto en un pozo de brea en Starunia, Polonia. Este espécimen, una hembra adulta, se encuentra expuesto en el Museo de Historia Natural de la Academia de Ciencias de Polonia en Cracovia. Además, varios especímenes congelados se han encontrado en Siberia, el último de los cuales fue reportado en 2007.

## Comportamiento y hábitat

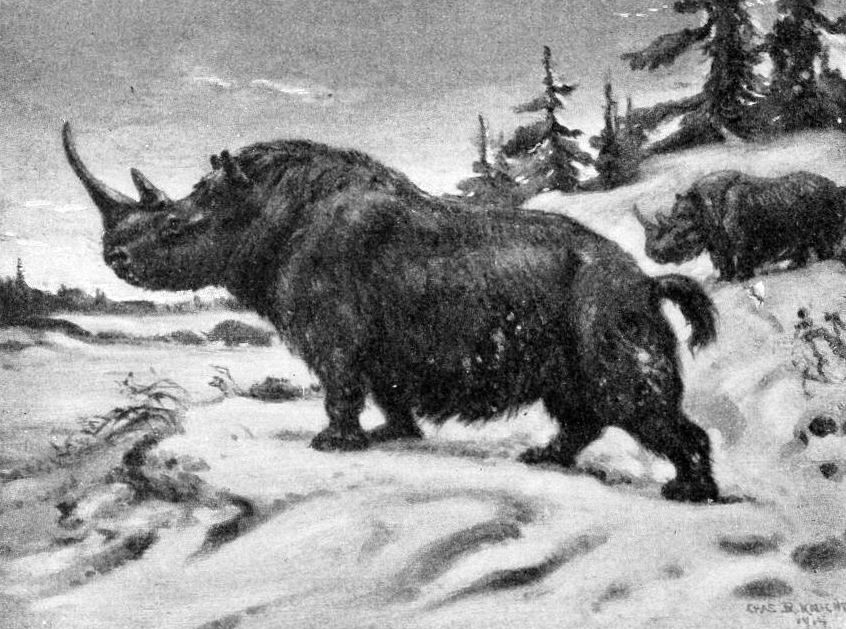
Recreación de Charles R. Knight.

El rinoceronte lanudo usaba sus cuernos para propósitos defensivos y para atraer parejas en la época de celo, y además servían para apartar la nieve durante el invierno y acceder así a la hierba oculta bajo ella. Gracias a esta característica, los rinocerontes lanudos no tenían que emigrar a otras regiones para conseguir alimento en los periodos invernales, como sí debían hacer otros animales de su entorno. Como tampoco se adentraban en otros ambientes fuera de su tundra-estepa glacial, estos animales no colonizaron áreas alejadas como Irlanda y América del Norte, cosa que sí hicieron otros grandes herbívoros como los mamuts y bisontes. Durante el período del interestadio de Groenlandia 2 (el último máximo glacial) el mar del Norte se retiró hacia latitudes más boreales, ya que los niveles del mar eran mucho más bajos que en la actualidad (hasta 125 metros). El rinoceronte lanudo recorría las llanuras expuestas de Doggerland y la mayor parte del norte de Europa, y era común en el frío y árido territorio que era el sur de Inglaterra y el mar del Norte actuales. Su rango geográfico se expandía y contraía con los ciclos alternativos de clima cálido y frío, forzando a sus poblaciones a migrar a medida que los glaciares se retiraban, siendo sustituidos en los periodos cálidos por otras especies de rinocerontes desprovistas de pelo, como el rinoceronte de Merck. El rinoceronte lanudo coexistió con el mamut lanudo y varios otros mamíferos grandes de la megafauna del Pleistoceno. Un pariente cercano, Elasmotherium, tenía un rango geográfico más meridional.
En 2011 se encontraron los fósiles de un primitivo pariente del rinoceronte lanudo, Coelodonta thibetana, el cual vivió hace 3.6 millones de años en el Himalaya, en la fría meseta tibetana, lo que sugiere que este tipo de rinocerontes había existido durante un período de clima cálido en la Tierra. Se cree que luego migrarían del norte de Asia a Europa cuando iniciaron las edades glaciales.
Las hembras daban a luz a una o dos crías.

### Dieta

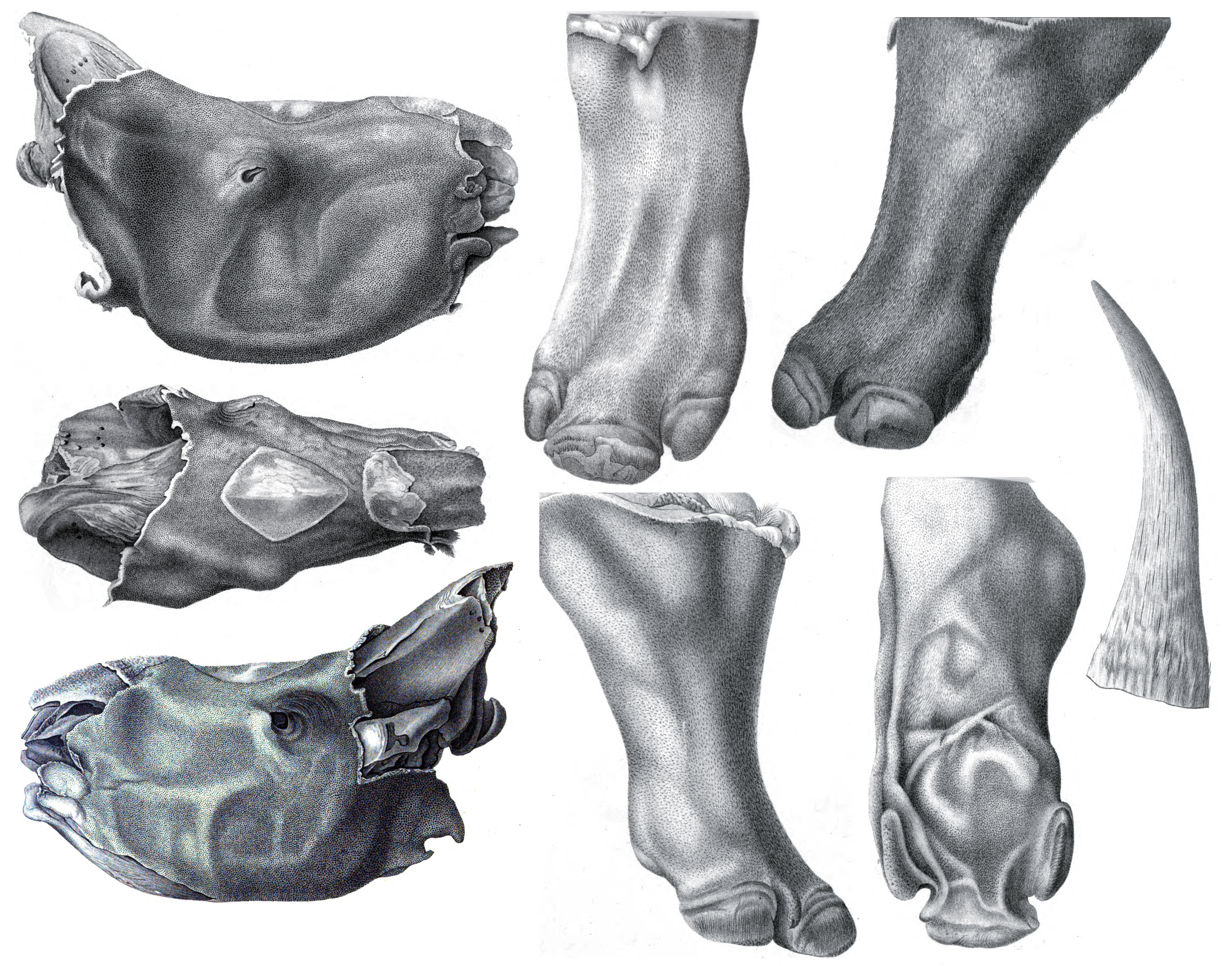
Cabeza, pata y cuerno momificados de Siberia, 1849.

La controversia ha rodeado por largo tiempo a las preferencias dietarias exactas de Coelodonta, ya que algunas investigaciones han encontrado que tanto el pastoreo como el consumo de hojas de árboles serían modos de vida igualmente plausibles. La paleodieta del rinoceronte lanudo ha sido reconstruida usando varias líneas de evidencia. Las reconstrucciones climáticas indican que sus ambientes preferidos eran los de tundra-estepa fría y árida, en la que los grandes herbívoros forman una parte importante del ciclo de retroalimentación. Los análisis de polen muestran un predominio de pastos y juncias dentro de un complejo mosaico de vegetación.
Una investigación biomecánica de vectores de tensión del cráneo, la mandíbula y los dientes de un individuo bien preservado del último periodo glacial recuperado en Whitemoor Haye, Staffordshire, reveló que las características de la musculatura y la dentadura apoyan la idea de que era esencialmente un pastador. En particular, el agrandamiento de los músculos temporales y del cuello es consistente con lo requerido para resistir las grandes fuerzas generadas al halar grandes bocados de forraje del suelo. La presencia de una gran diastema apoya también esta teoría. 
Las comparaciones con los actuales perisodáctilos confirman que Coelodonta era un fermentador del intestino grueso con un único estómago, y debió de alimentarse de pastos ricos en celulosa y pobres en proteína. Este método de digestión debió de haber requerido de enormes cantidades de comida, lo que se vincula con el tamaño de los bocados que podría recoger y el bajo contenido en nutrientes de los pastos y juncias escogidos.
La evidencia más reciente sugiere que los rinocerontes lanudos vivían en el Ártico durante el último máximo glacial consumiendo volúmenes aproximadamente iguales de herbáceas tales como Artemisia y gramíneas.

## Extinción

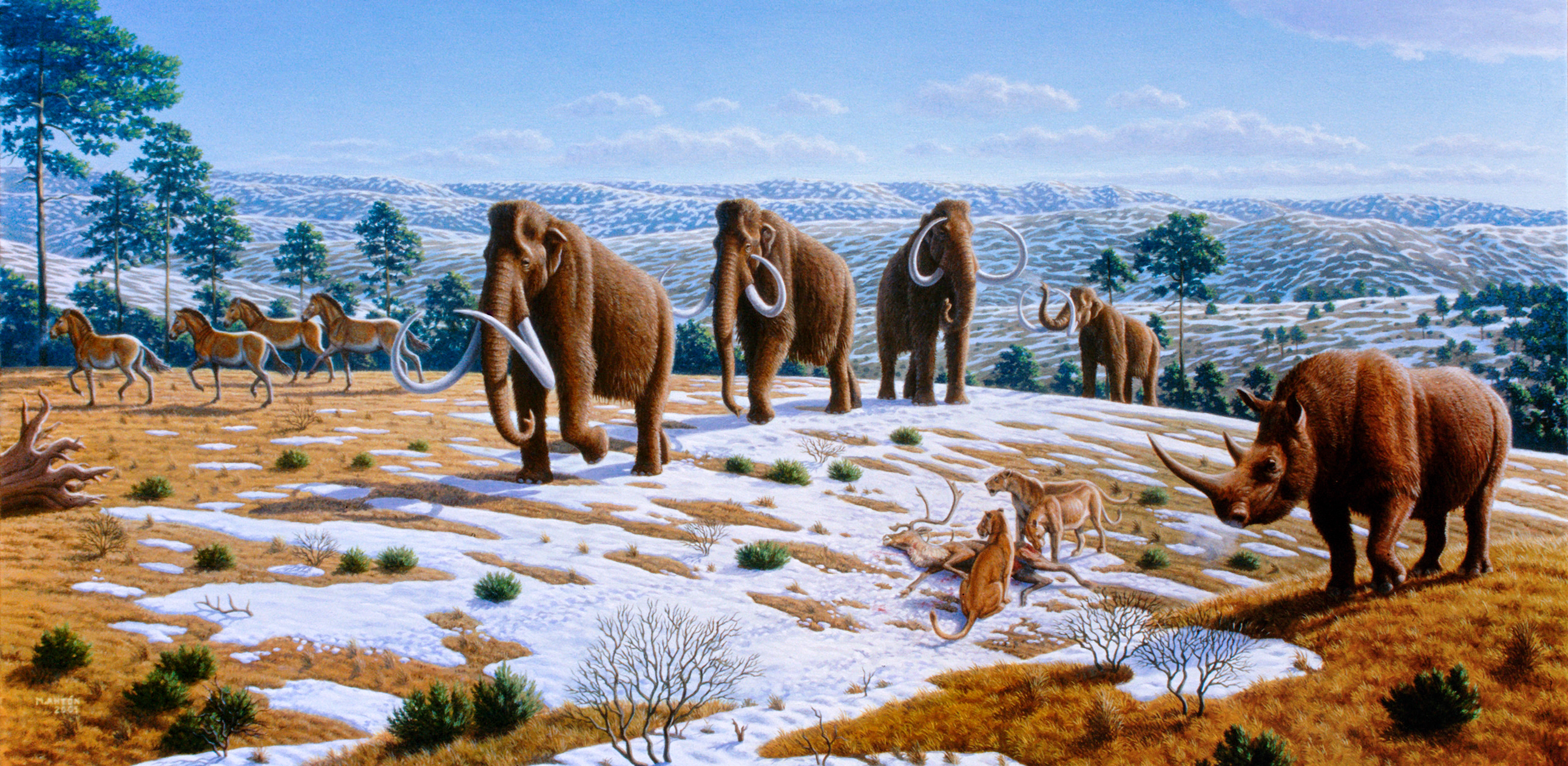
Un rinoceronte lanudo y otros mamíferos de la Edad del hielo a finales del Pleistoceno en el norte de España, obra de Mauricio Antón.

Muchas especies de la megafauna del Pleistoceno, como el rinoceronte lanudo, se extinguieron aproximadamente al mismo tiempo. La caza realizada por los humanos modernos y los neandertales es citada con frecuencia como una de las causas. Otras teorías son el cambio climático asociado con la retirada de los glaciares y la hipótesis de la "superenfermedad".
La datación por radiocarbono más reciente indica que sus poblaciones sobrevivieron hasta tiempos tan recientes como 8000 años antes de Cristo en el oeste de Siberia. No obstante, la precisión de esta datación es incierta, ya que existen varias mesetas en la curva de medición del carbono de esa época. La extinción no coincide con el final de la última era glacial, pero sí en cambio con un revés climático menor aunque severo que se extendió por 1000-1250 años, el Dryas Reciente (GS1 - estadio de Groenlandia 1), caracterizado por un nuevo avance de los glaciares y un severo enfriamiento global, un breve interludio en el continuado calentamiento que siguió a la última gran glaciación (GS2), que se piensa se debió a una interrupción de la circulación termohalina en los océanos por las grandes cantidades de agua dulce fría provenientes del anterior derretimiento continuado durante el interestadio cálido (GI1 - interestadio de Groenlandia 1 - ca. 16 000-11 450 14C años antes del presente).